# Taxa de calor liberado
A Taxa de Calor Liberada conhecida internacionalmente como HRR (Heat Rate Release), é uma energia liberada durante a queima do material que varia conforme o tempo, geralmente a unidade de medida é em kilowatts. Segundo Bonitese (2007, p. 49), “a HRR de um material pode ser descrita como a variável mais importante nos perigos de um incêndio”. Essa taxa de calor liberada é essencial para determinar o fogo de projeto e ter o conhecimento da modelagem do incêndio, através dela determina-se a quantidade de calor que um certo material libera à medida que o tempo avança. Pode-se representar a taxa de calor liberada por gráfico onde tem-se a HRR no eixo das ordenadas, e o tempo no eixo das abcissas.